# 突變怪嬰
《突變怪嬰》（英語：It's Alive）是一部1974年的美國恐怖片，由導演賴瑞·柯恩編劇及製作。本片由約翰·P·萊恩和莎朗·法雷爾飾演一對夫婦，他們的新生兒被證明是一個邪惡的突變體。這部電影的演員還包括詹姆斯·迪克森（James Dixon）、小威廉·威爾曼、沙穆斯·洛克（Shamus Locke）、安德魯·杜根、蓋伊·史多克威爾和麥克·安沙拉。怪嬰是由特效化妝師里克·貝克設計和創造的，電影配樂由伯納德·赫爾曼作曲。
《突變怪嬰》由華納兄弟發行，發行後收到的評價褒貶不一。本片還衍生了兩部續集，《突變怪嬰2》（1978年）和《突變怪嬰3》（1987年），以及2009年的翻拍版。

## 劇情介紹
在洛杉磯，法蘭克·戴維斯和他的妻子萊諾正在期待他們的第二個孩子。法蘭克是一位成功的公關顧問，他的妻子是他們第一個孩子克里斯的全職媽媽。在萊諾服用避孕藥期間，這對夫婦幾年來一直避免生孩子。當他們的孩子準備出生時，他們將克里斯與家人朋友查理一起留在醫院。他們的第二個孩子，是一名男嬰，出生時天生畸形，長著尖牙和爪子。它出生後立即殺死產房裡的醫生和護士，並從天窗逃走。萊諾還活著，驚恐的法蘭克目睹了這場大屠殺，她尖叫著要她的孩子。
法蘭克和萊諾被允許離開醫院，而包括帕金斯中尉在內的警察正在調查這起殺人事件。法蘭克和萊諾受到媒體的關注，這導致法蘭克被一家公關公司解僱。與此同時，戴維斯的怪嬰潛伏在戶外，造成包括一名送奶員在內的數人死亡。隨著殺戮的繼續，媒體和警察開始追捕法蘭克和萊諾。法蘭克會見了醫學研究人員，他們說服他簽署文件，允許他們在孩子的屍體被發現並殺死後對其進行實驗。法蘭克否認孩子是他的兒子，並加入了追捕兇殘怪嬰的行列。
一家製藥公司的主管聯繫了給萊諾開避孕藥的醫生。這位主管承認，戴維斯的孩子突變可能是由藥物引起的。他告訴醫生必須銷毀孩子以防止發現公司的責任。與此同時，怪嬰前往學校。法蘭克知道怪嬰的位置並抵達學校，那裡有警察。法蘭克通知迪克森中尉克里斯在學校上學。怪嬰在教室裡襲擊並殺死了一名軍官，然後從窗戶逃到了夜色中。
後來，法蘭克發現萊諾把怪嬰藏在他們家的地下室裡。克里斯為了回家而逃離查理的家，查理開車追趕他。萊諾懇求法蘭克並保證怪嬰不會傷害他們的家人。法蘭克帶著槍進入地下室，在那裡他發現克里斯正在和怪嬰說話並承諾保護他。法蘭克朝怪嬰開槍，打傷了它。怪嬰逃離地下室並攻擊查理，咬住他的脖子並殺死了他。
警察追踪怪嬰進入下水道，法蘭克在那裡用步槍追捕他。當他找到怪嬰時，他意識到它很害怕。他向怪嬰道歉並抱起他。法蘭克把怪嬰抱在外套裡，試圖躲避警察，但當他離開下水道時，一群武裝警察與他對峙。他懇求他們研究這個怪嬰，但不要傷害他。一名婦產科醫生向警察大喊要殺了他。當警察開火時，怪嬰突然從法蘭克的懷裡跳下來攻擊醫生，怪嬰和醫生都被殺死了。戴維斯夫婦在警察的護送下離開時，帕金斯中尉收到消息，另一名畸形兒在西雅圖出生。

## 演員表
- 約翰·P·萊恩（英语：John P. Ryan (actor)） 飾 法蘭克·戴維斯（Frank Davis）
- 安德魯·杜根（英语：Andrew Duggan） 飾 教授
- 莎朗·法雷爾（英语：Sharon Farrell） 飾 萊諾·戴維斯（Lenore Davis）
- 蓋伊·史多克威爾（英语：Guy Stockwell） 飾 鮑勃·克萊頓（Bob Clayton）
- 詹姆斯·迪克森（James Dixon）飾 帕金斯中尉（Lieutenant Perkins）
- 麥克·安沙拉（英语：Michael Ansara） 飾 警長
- 小威廉·威爾曼（英语：William Wellman Jr.） 飾 查理（Charley）
- 羅伯特·伊哈特（英语：Robert Emhardt） 飾 製藥公司主管
- 沙穆斯·洛克（Shamus Locke）飾 婦產科醫生
- 丹尼爾·霍茲曼（Daniel Holzman）飾 克里斯·戴維斯（Chris Davis）

## 製作
特效化妝師里克·貝克設計並創造了電影中描繪的兇殘怪嬰。 這部電影的編劇、製作和導演賴瑞·柯恩在貝克的迪克·史密斯的家中時給貝克打電話，他在那裡為1973年的電影《大法師》製作特效。 在最初的電話中，科恩向貝克提出了這部電影的概念，並建議製作一套可以讓科恩的貓穿上的嬰兒套裝，或者“一隻雞或其他東西……或者兩隻雞！”
貝克在電影開拍兩週後再次收到柯恩的來信。 柯恩决定在電影中很少展示嬰兒，並要求貝克製作一個“虛擬嬰兒”，讓演員們做出反應。 貝克用鋁線電樞製作嬰兒，允許有關節的四肢和可調節的眼球。 對於特寫鏡頭，貝克發明了一個全頭變異嬰兒面具、一副手套和一套局部緊身衣，貝克當時的女朋友和後來的妻子伊萊恩·帕克恩（Elaine Parkyn）都戴著。

## 發行
這部電影從1974年開始通過華納兄弟進行了複雜的發行。完成電影後，柯恩發現支持製作的主管已被替換，新的主管對這個項目幾乎沒有興趣。製片廠於1974年4月至1974年5月在芝加哥為這部電影進行了一場影院放映。然後從1974年10月18日開始限量發行。這部電影吸引了可觀的生意，但公司仍然沒有完全支持該項目。最初發行三年後，華納兄弟公司的主管又發生了變化，柯恩要求新團隊審查這部電影。
《突變怪嬰》於1977年3月以新的預告片重新發行。1977年更新的電視預告片以嬰兒車為特色，伴隨著搖籃曲“Rock-a-bye Baby”和旁白說：“戴維斯的寶寶只有一件事有問題。他是突變怪嬰。” 新版預告片吸引了觀眾進入影院，最終在美國國內票房中獲得了華納兄弟710萬美元。

### 關鍵評論
在評論聚合網站爛番茄上，根據23篇評論，《突變怪嬰》的支持率為70%，平均為6/10。該網站的責備性共識是，“艱難而令人不快，《突變怪嬰》以其奇異的變異嬰兒戲劇扼殺了觀眾。” 在Metacritic上，它對評論進行了標準化評級，根據六篇評論，這部電影的加權平均分為72分（滿分100分）基於6條評論，表示“普遍好評”。
《紐約時報》的文森特·坎比寫道：“柯恩先生並非不聰明，但他的恐怖片中為數不多的有趣想法，包括最近的《惡魔》，都被對話和特效浸透了至高無上的愚蠢。” 發表在《綜藝》雜誌上的一篇評論稱其為“令人反胃的小成本電影”，稱讚赫爾曼的“高效”配樂，但批評該電影的劇本過於牽強。 《芝加哥論壇報》的吉恩·西斯克爾 (Gene Siskel) 給這部電影打了四星中的一顆，斥責這部電影“非常愚蠢”。 《洛杉磯時報》的凱文·湯馬斯稱它為“對於《失嬰記》來說——一種原版的低預算續集——剽竊可能是更好的台詞。儘管有一些可笑的對話和其他可笑的零碎片段，但它仍然引起了人們的注意，甚至設法變得非常可怕。” 《每月電影通報》的湯姆·米爾恩（Tom Milne）寫道：“人們對恐怖電影的態度是什麼，這是一個相當安全的賭注，約翰·萊恩不會因為出色的表演而獲得他應得的榮譽，因為他的演出使《突變怪嬰》與《活死人之夜》相距不遠。
倫納德·馬爾廷（Leonard Maltin）給《突變怪嬰》打了兩星半（滿分四星），稱讚赫爾曼的得分，但指出這部電影“不適合所有人的口味。” 《電視指南》發表的評論將這部電影評為五顆星中的三顆，閱讀，“部分發自內心的恐怖片和部分伊底帕斯寓言，它的活著探索了家庭生活中一個被廣泛壓抑但至關重要的元素——父母對孩子的矛盾心理——並諷刺社會對其最年輕成員的傲慢對待。” 發表的一篇評論《Time Out》寫道，“儘管有這種潛在的側面分裂材料，但這部電影經常設法灌輸一種真正令人毛骨悚然的氣氛，它最初的媚俗家庭逐漸成長為人類，因為他們墜入了一個精神錯亂、四分五裂的世界。” 丹尼斯·施瓦茨（Dennis Schwartz）的奧祖斯的世界影評（英語：Ozus' World Movie Reviews）給它的評分為“A”，稱讚萊恩的演出並稱這部電影為“一部古怪的低級娛樂恐怖片，它也有優勢，令人不安，令人驚訝的是幽默和飛濺的完美融合。”

### 家庭媒體
華納家庭媒體在VHS上發布了《突變怪嬰》 ，並於2004年10月5日在DVD上發佈。
2018年5月15日，Shout! Factory發佈了一套三碟藍光盒的《突變怪嬰三部曲》。  這套包括《突變怪嬰》以及續集《突變怪嬰2》和《突變怪嬰3》。

## 相關作品

### 小說化
第一部電影及其續集的小說化闡述了1950年代和1960年代初期給孕婦服用的各種處方藥（例如沙利度胺）、生育藥物的使用以及對人間接使用殺蟲劑的危險. 在故事中，第一個突變怪嬰的母親在計劃第二次懷孕之前曾服用過複方口服避孕藥，於是她開始服用一種未經充分測試的生育藥物來促進她的第二個孩子的受孕。

### 衍生和續集
《突變怪嬰》之後是兩部續集：《突變怪嬰2》（1978年）和《突變怪嬰3》（1987年）。2009年發行了一部翻拍版。